# Czoło (Bieszczady)
Czoło (słow. Čelo, Vysoký vrch; 1159 m n.p.m.) – szczyt górski w Bieszczadach Zachodnich, na granicy polsko-słowackiej.
Czoło jest położone w paśmie granicznym, w głównym, wododziałowym grzbiecie Karpat. Od zachodu sąsiaduje w tym grzbiecie poprzez przełęcz (1083 m n.p.m.) z Riabą Skałą, zaś po wschodniej stronie przełęcz pod Borsukiem oddziela je od Borsuka.
Na północny wschód odbiega z wierzchołka boczny grzbiet (tzw. Wobnoha), który po osiągnięciu kulminacji zwanej Kiczerą (964 m n.p.m.) opada do doliny Górnej Solinki. Ograniczają go doliny płynących równolegle do niego potoków: Tarnica od północnego zachodu i Beskidnik od południowego wschodu. Południowe, słowackie zbocza opadają w dolinę Zbojskiego Potoku (słow. Zbojský potok) i należą do zlewiska Morza Czarnego.
Na stokach szczytu odkryto stanowisko rzadkiej w Polsce rośliny – tocji karpackiej. Szczyt oraz stoki porośnięte są lasem, przez co nie ma tu punktów widokowych.

## Piesze szlaki turystyczne
polski szlak Biała – Grybów na odcinku Okrąglik – Riaba Skała – Czoło – Krzemieniec – Wielka Rawka
 słowacki Okrąglik – jak wyżej  – Krzemieniec – Nová Sedlica